# 1130-ті
Високе Середньовіччя •  Золота доба ісламу •  Реконкіста  •  Київська Русь

## Події

### Київська Русь
До 1132 року в Києві княжив Мстислав Великий. Після його смерті престол перейшов до його брата Ярополка Володимировича. 1139 року Ярополка змінив брат В'ячеслав, але його прогнав чернігівський князь Всеволод Ольгович.  Почалася ворожнеча між Мономаховичами та Ольговичами.  1136 року новгородське віче прогнало князя. Утворилася Новгородська республіка. 
Між 1132 та 1136 роками в Києві на Подолі споруджено посадський храм  Успенську церкву Богородиці Пирогощі.

### Польща
До 1138 року в Польщі княжив Болеслав III Кривоустий. Він визнавав себе васалом Священної Римської імперії. Перед смертю Болеслав розділив свої володіння між синами, з чого почався період роздробленості. Владислав отримав Сілезію, Болеслав Мазовію, Мешко Великопольщу, Генріх Сандомир та Люблін.
Важливим питанням була незалежність Гнєзненської архідієцезії від німецьких архиєпископів. Під тиском імператора Священної Римської імперії Лотара II папа римський Іннокентій II скасував незалежність польської церкви, але згодом відновив її.

### Візантія
Імператором Візантії був Іоанн II Комнін. За нього імперія відвойовувала землі у Румського султанату, Кілікійського князівства, змусила визнати свій сюзеренітет Антіохійське князівство хрестоносців.

### Німеччина
Німецький король Лотар II підтримав папу Іннокентія II в його суперечці з Анаклетом II. 1132 року він пішов походом в Італію, і, хоча не зміг захопити собор святого Петра, Іннокентій II коронував його імператором у Латеранському соборі. Свій другий похід в Італію Лотар II розпочав 1136 року з метою покласти край церковному роздору й підтримати норманських баронів півдня Італії проти сицилійського правителя Рожера II. Імператор помер, повертаючись з півдня. 
Після смерті Лотара II рейхстаг у Кобленці обрав королем Конрада III з роду Гогенштауфенів. У нього одразу ж виникла суперечка із Генріхом Гордим із роду Вельфів, який відмовився поступитися одним із своїх герцогств. Конрад позбавив його обох. Почалося протистояння.

### Апеннінський півострів
Визначною подією десятиліття на півдні Італії стало утворення Сицилійського королівства на чолі з Рожером II. Правитель Сицилії підтримував антипапу Анаклета II, який коронував його. Проти Рожера виступили барони півдня Італії, папа римський Іннокентій II та імператор Священної Римської імперії Лотар II. Боротьба на півдні Італії йшла зі змінним успіхом. 1139 року папа Іннокентій II відлучив Рожера II від церкви. Однак, того ж року папа висадився на Сицилії й потрапив у полон. Йому довелося затвердити Рожера II королем Сицилії, герцогом Апулії та князем Капуї.
Норманський правитель Сицилії почав підкорення узбережжя Північної Африки, надаючи в захоплених портах торгові привілеї пізанським та генуезьким купцям.

### Піренейський півострів
Португалія стала незалежним королівством після того, як Альфонс І Великий отримав значну перемогу над Альморавідами й проголосив себе королем.
Арагон та Барселонське графство об'єдналися в Арагонське королівство, коли граф Барселони Рамон Баранге IV одружився зі спадкоємицею арагонського престолу.

### Англія
Король Генріх I Боклерк правив Англією та Нормандією до 1135 року. Перед смертю він зобов'язав своїх феодалів присягнути доньці Матильді, оскільки його син-спадкоємець загинув на Білому кораблі. Однак, коли Генріх помер, із Нормандії в Англію поквапом прибув Стефан Блуаський і узурпував владу. Англійські магнати підтримали його, отримавши від нового короля землі. Матильда не погодилася і в Англії розпочалася громадянська війна. Матильду підтримав шотландський король Давид I, однак його наступ не був успішним, і Стефан Буаський відкупився від нього Камберлендом.

### Франція
1137 року помер король Людовик VI Товстий і корона перейшла до його сина Людовика VII Молодого. Влада короля обмежувалася королівським доменом. Утвердилися позиції Анжуйської династії. Фулько IV став королем Єрусалиму. Жоффруа IV Плантагенет одружився з англійською спадкоємицею Матильдою.

### Скандинавія
1131 року було вбито данського правителя ободритів Кнуда Лаварда, з чого розпочалося повстання проти короля Данії Нільса I, на чолі якого став Ерік Пам'ятливий. Повстання завершилося 1134 року поваленням короля. Ерік залишався королем до 1137 року, коли його самого вбили. Його змінив Ерік III.
1134 року посварилися співправителі Норвегії Магнус IV та Гаральд IV. Першу значну перемогу здобув Магнус, але, коли він розпустити війська, Гаральд повернувся, захопив його в полон і осліпив. Гаральд залишався королем до 1136 року, коли загинув у боротьбі з Сігурдом Слембе. Королями було проголошено малолітніх Інге I та Сігурда II. 1139 року опікуни молодих королів завдали вирішальної поразки їхнім супротивникам Магнусу IV та Сігурду Слембе.

### Близький Схід
1131 року королем Єрусалиму став Фулько Анжуйський, одружившись із донькою Балдуїна II Мелісендою. З 1136 дружина практично відсторонила його від влади. Серед противників хрестоносців сельджуків особливо виділявся атабек Мосула Імад ад-Дін Зенгі. Дамаск переживав часи безладу, внутрішньої боротьби і зовнішньої загрози як з боку хрестоносців, так і з боку Зенгі.

### Китай
Династія Сун втратила долину Хуанхе під тиском чжурчженів, які заснували династію Цзінь. Столиця Сун перемістилася в Ханчжоу. Під кінець десятиліття полководець Юе Фей здійснив кілька вдалих походів проти чжурчженів. Продовжилося формування Каракитайського ханства. Чжурчжені вступили в конфлікт з монголами, яких очолював Кабул-хан.